# Jay Bowerman (Biathlet)
William Jay Bowerman (* 17. Dezember 1942 in Seattle, Washington) ist ein ehemaliger US-amerikanischer Biathlet.
Bowerman ist der Sohn des Leichtathletiktrainers Bill Bowerman. Er besuchte die North Eugene High School und schloss 1966 die University of Oregon in Eugene ab.
1969 wurde Bowerman US-amerikanischer Meister im Biathlon. Drei Jahre später nahm er in Sapporo an den Olympischen Winterspielen teil und belegte dort im Einzelrennen den 45. Platz sowie mit der Staffel den 6.
Nach Beendigung seiner Karriere arbeitet Bowerman als Biologielehrer in der Nähe von Bend, Oregon.